# Historia de Finlandia
La historia de Finlandia engloba el período comprendido desde la primera colonización humana en la prehistoria en la zona hasta la actualidad, aunque Finlandia como estado independiente no aparecerá hasta principios del siglo XX. En 1808, el zar Alejandro I de Rusia, a quien la paz firmada con Napoleón Bonaparte en Tilsit había dejado las manos libres, invadió Finlandia: el Tratado de Fredrikshamn reconoció su anexión en 1809. El zar estableció el Gran Ducado de Finlandia nombrándose a sí mismo como Gran Duque y lo configuró añadiéndole los territorios conquistados en 1743 y 1809, así como parte de los territorios adquiridos en el tratado de 1721: las fronteras de Finlandia se encontraban próximas a la ciudad de San Petersburgo. No obstante, hasta finales del siglo XIX, el gran ducado gozaría de una autonomía real: tuvo su propia dieta parlamentaria, ejército, moneda, sellos de correo, etc., el sueco siguió siendo el idioma oficial. 
Aunque la declaración de independencia de Finlandia fue adoptada por el Parlamento finlandés el 6 de diciembre de 1917, no fue sino hasta 1918 cuando fue reconocida por Rusia en el Tratado de Brest-Litovsk. Después de haber experimentado una terrible guerra civil, los sectores conservadores, liderados por el general Mannerheim, derrotaron a los grupos socialdemócratas y comunistas que habían proclamado la República Socialista de los Trabajadores de Finlandia, apoyados por los bolcheviques rusos.
Después de la firma del Tratado de Brest-Litovsk, Alemania desembarcó tropas en Hanko y tomó Helsinki el 13 de abril de 1918. El 16 de mayo se celebró la victoria de la «Finlandia Blanca», después de que los rusos soviéticos se retiraran de Finlandia. El 9 de octubre, el Senado finlandés eligió como Rey a Federico Carlos de Hesse-Kassel, un príncipe alemán, cuñado del Emperador Guillermo II. La derrota alemana y la abolición de la monarquía germana significó el fin del experimento monárquico en Finlandia. El Príncipe Federico nunca fue coronado rey, ni siquiera llegó a visitar Finlandia, y renunció el 14 de diciembre de 1918. De esta manera, Finlandia se convirtió en una República independiente, siendo su primer presidente Kaarlo Juho Ståhlberg.
Entre 1918 y 1920, voluntarios fineses llevaron a cabo una serie de incursiones en territorio ruso, conocidas como Heimosodat, cuyo objetivo era la creación de la Gran Finlandia. Finalmente, se firmó el Tratado de Tartu con Rusia el 14 de octubre de 1920, donde se definieron las fronteras ruso-finesas. Finlandia desalojó algunas regiones en Carelia ocupadas por los voluntarios, a cambio recibió una salida al océano Ártico a través de Petsamo.
La frontera de 1920 sufrió grandes modificaciones al acabar la Segunda Guerra Mundial. Tras sufrir un fallido intento de invasión soviética entre 1939 y 1940, en la Guerra de Invierno, Finlandia perdió el acceso al lago Ládoga. En 1941, participó junto a la Alemania nazi en la invasión de la Unión Soviética, específicamente en las regiones de Carelia y alrededor del Ládoga y Leningrado. Finlandia logró recuperar los territorios perdidos en 1940, pero al revertirse el curso de la guerra en contra de Alemania, los fineses de nuevo tuvieron que redefinir sus fronteras con la Unión Soviética en 1944. En el Armisticio de Moscú, Finlandia realizó mayores concesiones territoriales y perdió su salida al océano Ártico.
Al acabar la guerra, los soviéticos actuaron con dureza sobre los territorios conquistados. Expulsaron a todos los fineses del istmo de Carelia para sustituirlos por rusos: Finlandia tuvo que acoger a más de 400 000 refugiados. Además, tuvo que pagar cuantiosas reparaciones de guerra hasta 1952. En 1945-1946, los soviéticos consiguieron que las Naciones Unidas acusaran y condenaran a todos los políticos finlandeses que estaban en el poder en junio de 1941. De un modo más general, la política exterior de Finlandia estuvo sometida a una vigilancia constante por parte de Moscú: a esta situación se la bautizó como «finlandización», una tutela que se efectuó sin que se instalara un gobierno comunista en Helsinki ni se produjera una adhesión al Pacto de Varsovia.
Tras la muerte de Iósif Stalin, la presión sobre Finlandia se relajó poco a poco: los soviéticos evacuaron la base de Porkkala en 1956; se autorizó a Finlandia a adherirse a la Asociación Europea de Libre Comercio en 1962. También fue un éxito la «línea Paasikivi-Kekkonen» —una sutil dosificación de estricta neutralidad y combinación muy medida que satisface a las exigencias soviéticas sin menoscabar la independencia finlandesa— que encarnan los presidentes Juho Kusti Paasikivi (1946-1956) y luego Urho Kekkonen (1956-1981). Reconocida como puente entre el bloque capitalista y el bloque comunista, Finlandia acogió en 1973 la Conferencia sobre la Seguridad y la Cooperación en Europa, cuya acta final se firmó el 31 de julio de 1975.
La disolución de la Unión Soviética en 1991 puso fin a lo que subsistía de la finlandización. En febrero de 1993, Finlandia inició negociaciones con vistas a su adhesión a la Unión Europea, que se produjo en 1994.
El 4 de abril del 2023, Finlandia ingresa a la OTAN. La adhesión de Finlandia a la alianza transatlántica añade 1.300 kilómetros a la frontera directa entre la OTAN y Rusia, e implica que el país queda cubierto por el artículo 5 de defensa colectiva de la Alianza

## Los primeros orígenes de los finlandeses

### Lengua
El finés, así como otras lenguas fino-bálticas cercanamente emparentadas, y las lenguas sami —la lengua de la pequeña minoría indígena sami de Laponia— son lenguas del grupo ugrofinés de la familia urálica y son lenguas no indoeuropeas. La lengua más cercana al finés es claramente el estonio, con el que comparte una alta inteligibilidad.

### Teorías
Los orígenes del pueblo finés y su lengua son un asunto de controversia revigorizada. Algunos eruditos establecidos afirman que "su hogar original" fue en lo que ahora es el centro-oeste de Siberia, desde donde se habrían expandido las lenguas urálicas. Otros han sugerido una gran "patria" entre el río Volga y Escandinavia. Algunas aproximaciones de especialidades previamente consideradas subordinadas a la cuestión, han producido puntos de vista divergentes al desafiar esta aceptada visión. 
Los antepasados de los finlandeses llegaron a su actual territorio hace miles de años, en numerosas olas sucesivas de inmigrantes que vinieron del este, sur y oeste, estableciendo una cultura de cazadores-agricultores y empujando a los indígenas cazadores-recolectores saami hacia las remotas regiones norteñas.
Otra nueva hipótesis, formulada durante la década de 1990, dice que durante la Edad del Hielo, los ancestros de los finlandeses vivieron en una de las tres áreas habitables del sur de Europa, llamadas refugias. Las otras dos áreas habitables fueron hogar para las lenguas indoeuropea y vasca. 
Según hipótesis teoría, los urálicos ugrofineses se repartieron por el norte, mientras se derretía el hielo. Poblaron el centro y norte de Europa, mientras que los antecesores de los vascos y otros pueblos habrían poblado el oeste. Más tarde, los hablantes de idiomas indoeuropeos les enseñaron la agricultura a sus vecinos cazadores-recolectores. Mientras los cazadores-recolectores ugrofineses y vascos aprendieron cómo cultivar la tierra, también aprendieron la cultura y el idioma de los cultivadores y así se convirtieron en indoeuropeos. 
Estos nuevos indoeuropeos pronto tuvieron un crecimiento de población, merced a la agricultura, y se trasladaron a nuevas áreas e indoeuropeizaron a los cazadores-recolectores locales, y así sucesivamente. Así es como nacieron las lenguas célticas, germánicas y eslavas. 
Los finlandeses no fueron indoeuropeizados, por su localización aislada, y esto explica por qué su idioma no está relacionado, pero sus genes podrían estar relacionados cercanamente con los indoeuropeos de la Europa Central. No obstante, esta teoría no es aceptada por la mayoría de los investigadores. No es fácilmente refutada con evidencia arqueológica, pero muchos científicos lingüistas la consideran imposible.

### Investigación genética
La investigación genética indica que los finlandeses son los más relacionados con los hablantes de lenguas germánicas. Según una amplia investigación genética, comparten un gran número de similitudes genéticas con germanos de la costa del Mar del Norte. Es destacable también que la similitud está en los genes que solamente se heredan por vía femenina. Esto sugiere que tuvieron una ascendencia en común, probablemente en los mismos refugia de la última Edad del Hielo. Sin embargo, la similitud genética no prueba necesariamente que existió alguna vez un antecesor común.

## Prehistoria

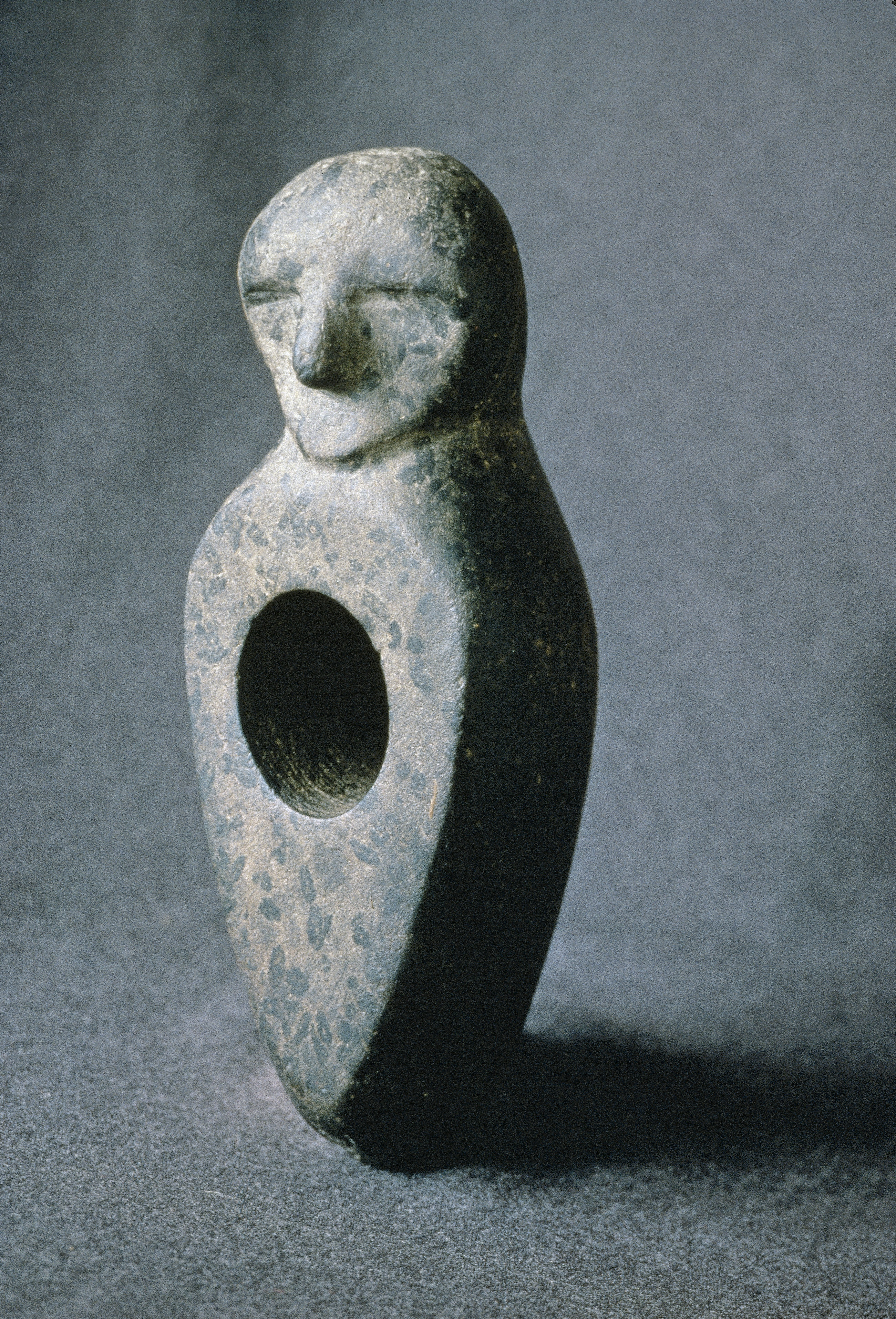
Hacha de la Edad de Piedra grabada con rostro humano hallada en Kiuruvesi.

La evidencia arqueológica del Paleolítico, el poblamiento anterior a la Edad del Hielo en Finlandia, es un tema en debate. Después de la Edad del Hielo, la evidencia arqueológica de los primeros pobladores de Finlandia, que venían del sur y del este, pueden ser rastreadas hacia alrededor del 8500 a. C. La población de cazadores-recolectores del Mesolítico es conocida como la «cultura Suomusjärvi». Alrededor del 5300 a. C. aparecieron las «culturas del peine de cerámica», conocidas por su alfarería. Esto marca el comienzo del Neolítico para Finlandia, aunque la subsistencia aún estaba basada en la cacería y la pesca. Redes extensas de intercambio existieron entre Finlandia y el noreste europeo durante el V milenio a. C. Grandes cantidades de pedernal y ámbar fueron importados a Finlandia. Pinturas en las rocas, aparentemente relacionadas con sistemas de creencias de chamanes y tótems, existen especialmente en el este de Finlandia.
Se cree que la lengua proto-finesa se repartió por Finlandia en esta época, si no lo fue antes.
Después del 3200 a. C., los inmigrantes o la fuerte influencia cultural del sur del golfo de Finlandia se establecieron en el sur de este país. Esta cultura fue parte de las culturas europeas del Hacha de Guerra, las cuales han sido asociadas a menudo con el movimiento de hablantes indoeuropeos. La cultura del Hacha de Guerra o Cuerda Cerámica parece haber practicado también la agricultura y la crianza de animales en Finlandia. Más al interior, las sociedades estaban menos avanzadas. La lengua finesa tuvo un influjo de las lenguas bálticas indoeuropeas (y viceversa) aproximadamente en el período del 3500-1000 a. C. y las lenguas sami divergieron del finés estándar.
La Edad de Bronce comenzó en alguna época después del 1500 a. C., esta vez repartiéndose desde el oeste. Las regiones costeras de Finlandia fueron parte de la Cultura Nórdica del Bronce, mientras que en las regiones interiores, las influencias vinieron de las culturas del norte de Rusia que usaban el bronce. Después del 500 a. C., comenzó la Edad de Hierro. Hallazgos de hojas de hierro importadas y trabajos locales en hierro aparecen alrededor de la misma época.

## Edad Antigua
Durante el siglo I, el comercio e intercambio con Escandinavia aumentó y se han encontrados algunos artefactos romanos de este período. Durante el primer milenio d. C., los grupos de población de Finlandia intercambiaban sus productos (mayormente pieles) con comerciantes escandinavos. Las influencias también vinieron del sur y del este. La sociedad fue estratificada: la existencia de entierros ricamente adornados, normalmente con armas, sugieren que una élite principal existió desde el siglo III en adelante. No obstante, una sociedad centralizada no evolucionó en Finlandia, ni siquiera durante la Era Vikinga.
Durante este tiempo, la población en Finlandia puede ser percibida en grupos diferentes: finlandeses, tavastianos, carelios y sami. Åland es absorbida por la cultura sueca, si no antes. Estos términos son usados en el sentido lingüístico, no para sugerir que el pueblo de la Era de Hierro habría usado o entendido etónimos modernos.

### Faravid
Faravid fue un legendario rey de Kvenland, en algún lugar de la actual Finlandia, que se menciona exclusivamente en la saga de Egil Skallagrímson. Según la saga, Faravid hizo una alianza con los vikingos noruegos para luchar contra las invasiones karelianas. Es el primer presunto monarca finés que se menciona en la historia de aquel territorio y aparece por primera vez en las sagas nórdicas.

## Edad Media

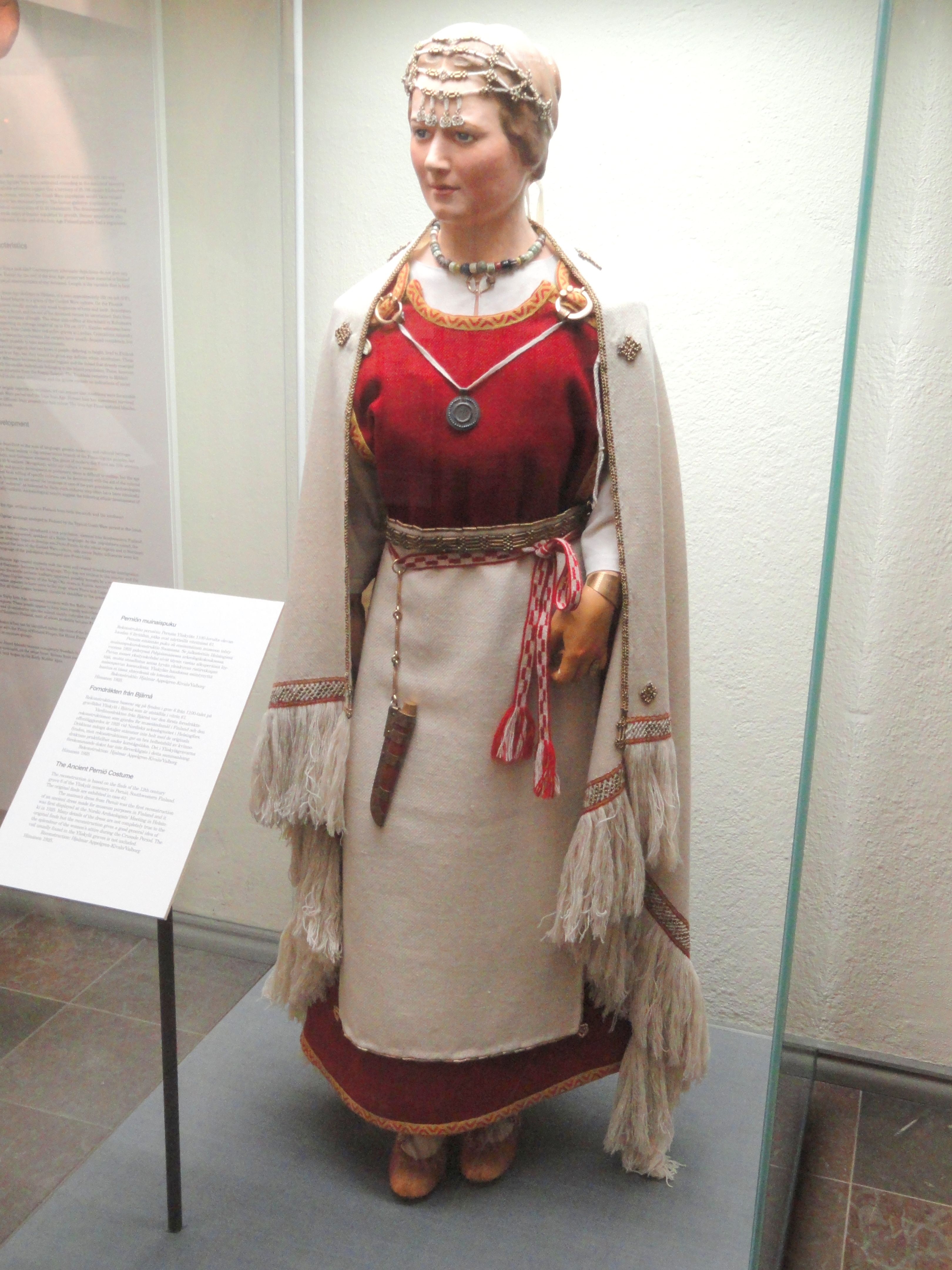
Una reconstrucción de un traje de Perniö del.

Enfrentamientos entre suecos y rusos
Poco después de 1150, Erico el Santo, rey cristiano de Suecia, emprendió una cruzada en el suroeste de Finlandia: detrás llegaron los misioneros, y así nació la ciudad de Åbo. Durante la misma época, los rusos ortodoxos de Nóvgorod, que dominaban el comercio de pieles, penetraron en el territorio de la actual Carelia, donde consiguieron conversiones de los nativos y fundaron un obispado en Olonets. 
Los primeros enfrentamientos entre suecos y rusos se iniciaron a comienzos del siglo XIII, culminando con la victoria del príncipe de Nóvgorod Aleksandr Yaroslávich (1240), en el río Nevá. Desde entonces el príncipe sería conocido como Alejandro Nevski. Sin embargo, la victoria del príncipe ortodoxo preocupó al Papa de Roma, que animó a los suecos a completar la conquista de Finlandia. Åbo se convirtió en la sede de un obispado dependiente del Arzobispo de Upsala, que la convirtió en capital. 
En 1293 se fundó una nueva ciudad, Víborg. Sin embargo, no tardó en reanudarse la guerra contra los rusos. El objetivo principal era controlar el istmo de Carelia, que finalmente acabó siendo repartido por el Tratado de Nöteborg (1323), en el cual los suecos conservaron Víborg y sus alrededores; los rusos, las dos orillas del río Nevá y la costa del lago Ládoga. Esta frontera entre ambos países permaneció hasta el siglo XVI.
La conquista de Finlandia por el reino de Suecia, a diferencia del sistema establecido durante la misma época por la Orden Teutónica en Estonia y Livonia, no conllevó consigo la implantación de la servidumbre de las poblaciones autóctonas: se constituyó una nobleza finesa y los obispos de Åbo fueron elegidos entre los fineses. 
A partir de 1347, se aplicó en Finlandia el derecho sueco, y unos años más tarde el país adquirió el rango de ducado, integrado en el reino de Suecia.

## Edad Moderna

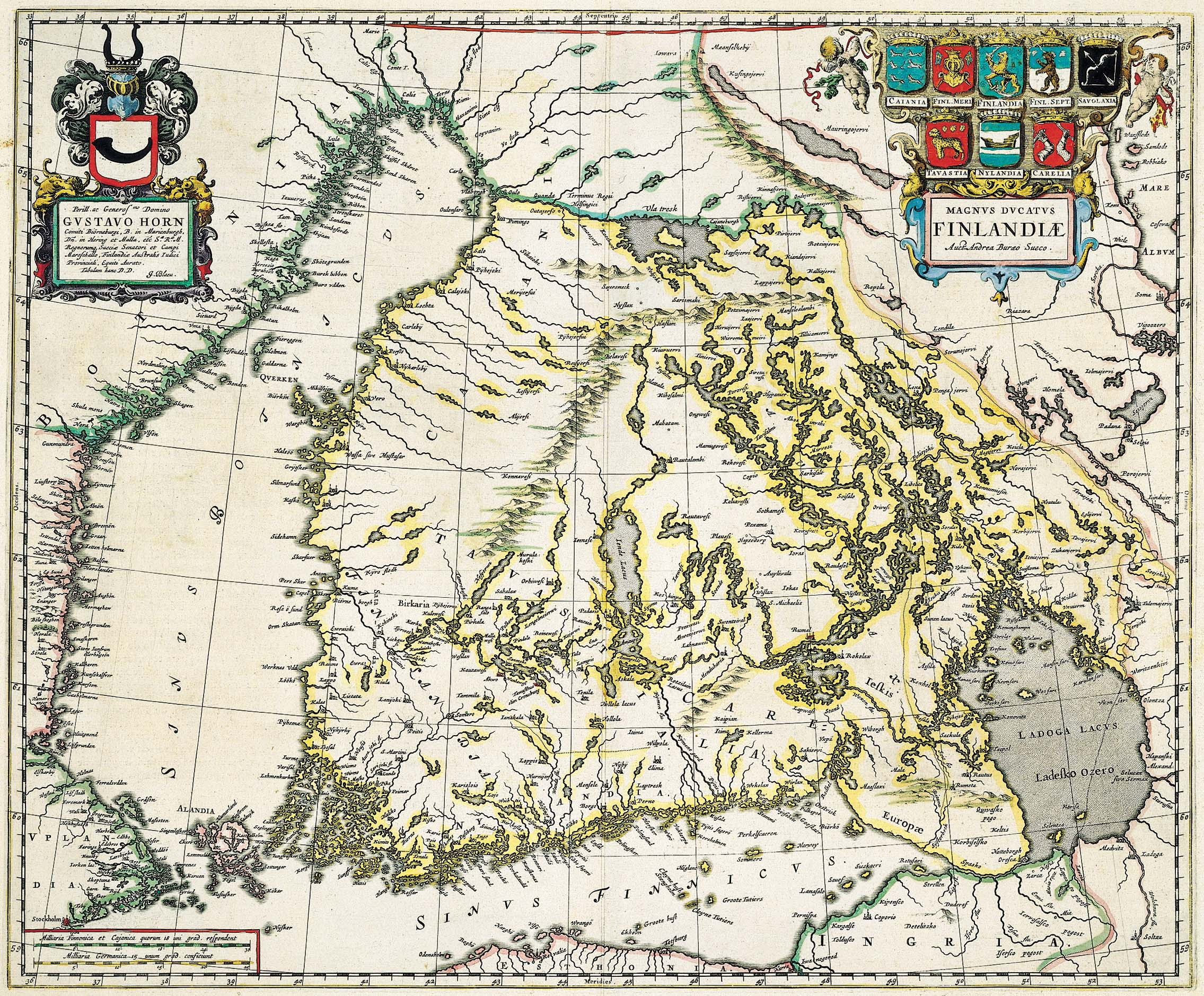
Mapa del Gran ducado de Finlandia en borde amarillo (1662).

En 1581 Juan III de Suecia adoptó el título de Gran Duque de Finlandia. Un canónigo finés de Åbo introdujo en 1527 la Reforma luterana en Finlandia. El obispo Mikael Agricola tradujo en 1548 el Nuevo Testamento al finés, convirtiéndose en el primer testimonio escrito de esta lengua, aunque la lengua oficial y de la sociedad culta siguió siendo el sueco. El uso del finés no sería implantado en la administración hasta 1739.
Desde mediados del siglo XVI, los reiterados ataques a Livonia por parte del zar Iván el Terrible obligaron a los suecos a reaccionar y se apoderaron de territorios en Estonia y en Ingria (entre Estonia y el lago Ládoga). El poderío sueco alcanzó entonces su apogeo y Finlandia conoció una relativa prosperidad: se crearon nuevos asentamientos, carreteras, servicios de correos, y se fundó una universidad en Åbo (Turku).
Con la Guerra del Norte (1700-1721) finalizó este período de estabilidad y prosperidad. El enfrentamiento entre el zar Pedro el Grande de Rusia y el rey Carlos XII de Suecia tuvo efectos catastróficos. Tras la derrota de este último en la batalla de Poltava en 1709, las tropas rusas invadieron Finlandia en 1710 y devastaron el país durante varios años: en la memoria colectiva de los finlandeses recibe el nombre de la «Gran Rabia». 

### Suecia-Finlandia
Por el Tratado de Nystad (1721), Rusia adquirió los territorios de Estonia, Livonia, Ingria y todo el istmo de Carelia: esta frontera se mantuvo con ligeras variaciones hasta la actualidad. En 1743 el Tratado de Åbo añadió una pequeña porción de Finlandia. 
Batalla de Svensksund (1790)
Conspiración de Anjala

## Edad Contemporánea
La Guerra finlandesa fue un conflicto que enfrentó a Rusia y Suecia desde el 21 de febrero de 1808 hasta el 17 de septiembre de 1809, y que cambió el destino político de Finlandia.
Frontera entre Finlandia y Suecia
Esta frontera se creó en 1809 gracias al Tratado de Fredrikshamn firmado entre el Reino de Suecia y el Imperio ruso para acabar con la Guerra Finlandesa. Según este tratado, Suecia renuncia al Gran Ducado de Finlandia que pasa a formar parte del Imperio ruso antes de convertirse en estado independiente bajo el nombre de República de Finlandia en 1917.

### La dominación rusa

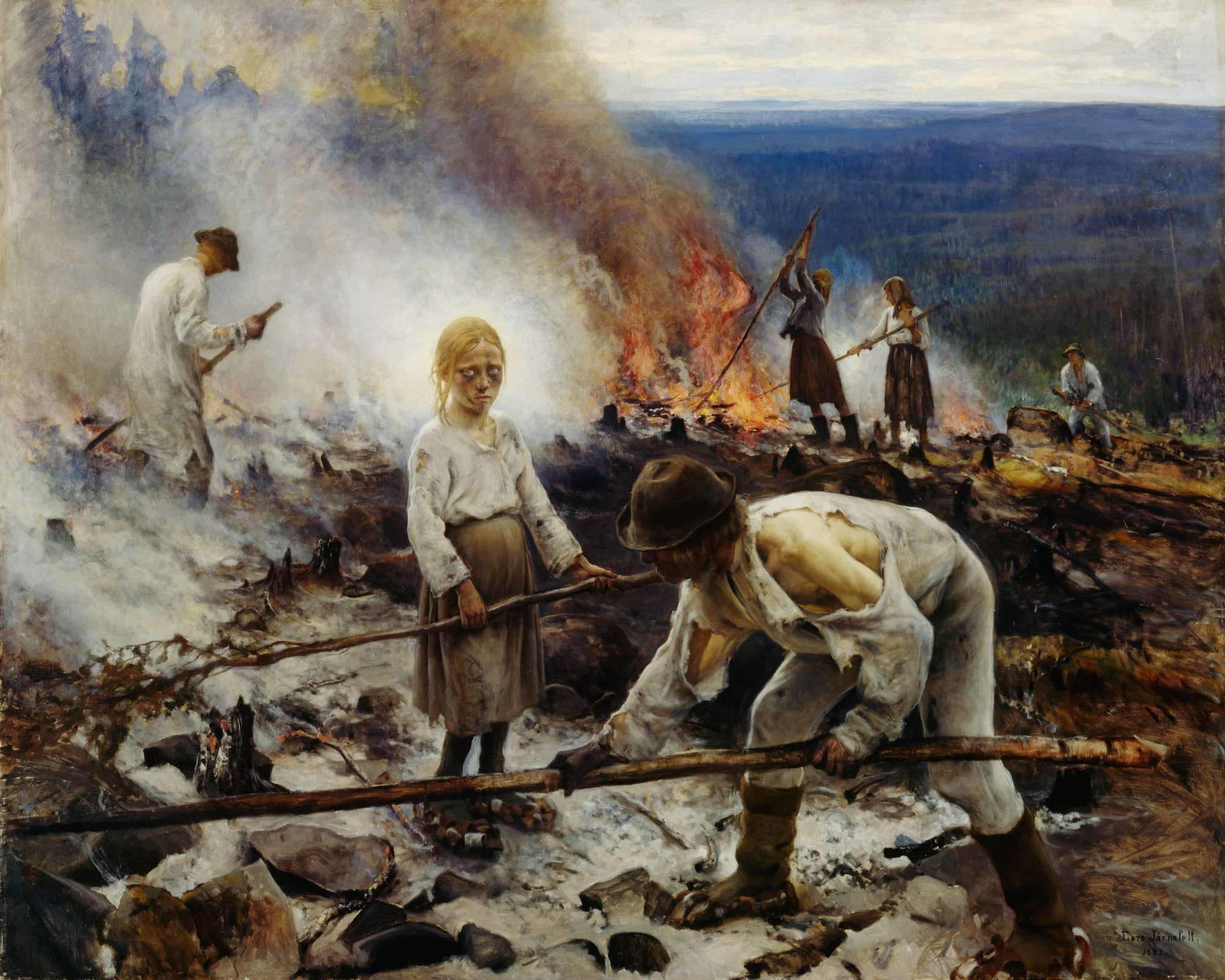
Después de 1800, la creciente presión demográfica dio como resultado un mayor número de agricultores pobres y trabajadores sin tierra y el empobrecimiento de los pequeños agricultores.

Por lo que se refiere a los propios fineses, estos no se sentían apartados de los suecos, pero el traslado de la capital de Åbo a Helsingfors (Helsinki) en 1812 supuso una ruptura con la tradición. Sin embargo, el despertar de la conciencia nacional acabó a largo plazo por entrar en conflicto con el carácter autocrático del régimen zarista de Rusia, y la postura del gobierno central se endureció con el paso de los años. A instancias del gobernador Nikolái Bóbrikov (asesinado en 1904), el manifiesto del zar del 15 de febrero de 1899 suprimió el ejército finlandés e impuso el ruso como idioma de la administración. Tras la revolución rusa de 1905 se produjo cierta flexibilización: una nueva Constitución instituyó un Parlamento elegido por todos los ciudadanos, incluidas las mujeres. Pero el éxito de los socialistas en las elecciones de 1907 provocó que se intensificaran la represión y la rusificación.
La lengua finesa atravesó un período de esplendor literario, en particular con la aparición a partir de 1835 del Kalevala de Elias Lönnrot, un extenso poema épico inspirado en cantos populares. Por su parte, las autoridades rusas estimularon el uso del finés para contrarrestar la influencia cultural sueca: reformaron la enseñanza para favorecerlo y reconocieron el finés como segundo idioma oficial.
En 1827, tuvo lugar el Gran Incendio de Turku que hizo que Turku perdiera aún más la importancia que tenía.
Rusificación de Finlandia
Declaración de independencia

### Guerra civil finlandesa

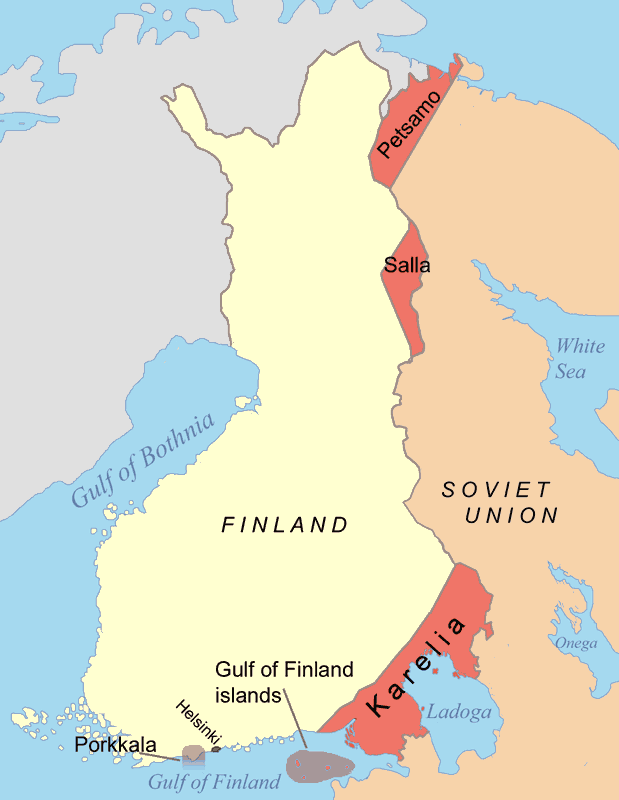
Después de intentar ocupar Finlandia en 1940, la Unión Soviética se conformó con ocupar, en 1944, los territorios señalados en el mapa.

La guerra civil finlandesa o guerra civil finesa (del 27 de enero al 15 de mayo de 1918) fue parte del caos social y nacionalista ocasionado en Europa en las postrimerías de la Primera Guerra Mundial. De un lado se encontraban las fuerzas socialdemócratas dirigidas por la delegación popular de Finlandia, comúnmente conocidos como «rojos» (punaiset). Del otro lado se encontraban las fuerzas del senado, controladas desde el otoño anterior por los conservadores —quienes pretendían mantener el statu quo; es decir, conservar la independencia y la monarquía constitucional sin parlamentarismo—, popularmente conocidos como «blancos» (valkoiset). Los rojos recibieron la ayuda de la Rusia bolchevique, mientras que los blancos fueron apoyados militarmente por el Segundo Imperio Alemán.
Los finlandeses tienen muchos nombres para este conflicto: vapaussota ('guerra de la libertad'), kansalaissota o sisällissota ('guerra civil'), luokkasota ('guerra de clases'), punakapina ('Rebelión roja'), torpparikapina ('Rebelión de los minifundistas'), veljessota ('guerra entre hermanos') e incluso vallankumous ('Revolución'). Los historiadores actuales señalan que todos estos nombres diferentes son igual de válidos, aunque difieren en sus cargas propagandísticas.
Las revoluciones de febrero y octubre de 1917 precipitaron la derrota y total colapso del Imperio ruso, cuya caída repercutió en la ruptura de la sociedad finlandesa. Los socialdemócratas y los conservadores compitieron por el liderazgo del Estado finlandés, que basculó de la izquierda a la derecha en 1917. Ambos grupos colaboraron con las fuerzas políticas correspondientes en Rusia, ahondando en la brecha nacional abierta.
Puesto que Finlandia no disponía de ejército o policía definidos después de marzo de 1917, ambos bandos comenzaron a reclutar sus propios grupos de seguridad, lo que llevó al surgimiento de dos tropas independientes, la Guardia Blanca y la Guardia Roja. Entre los finlandeses se extendió una atmósfera de tensión política y miedo, hasta que en enero de 1918 la espiral de violencia condujo al estallido de la contienda.
Los blancos resultaron victoriosos en la consiguiente guerra, y pasaron desde la esfera de influencia rusa a la alemana. El senado conservador intentó establecer una monarquía finlandesa, con un rey alemán: el príncipe Federico Carlos de Hesse-Kassel, pero, tras la derrota alemana en la Gran Guerra, Finlandia emergió como una república democrática independiente.

### Segunda Guerra Mundial

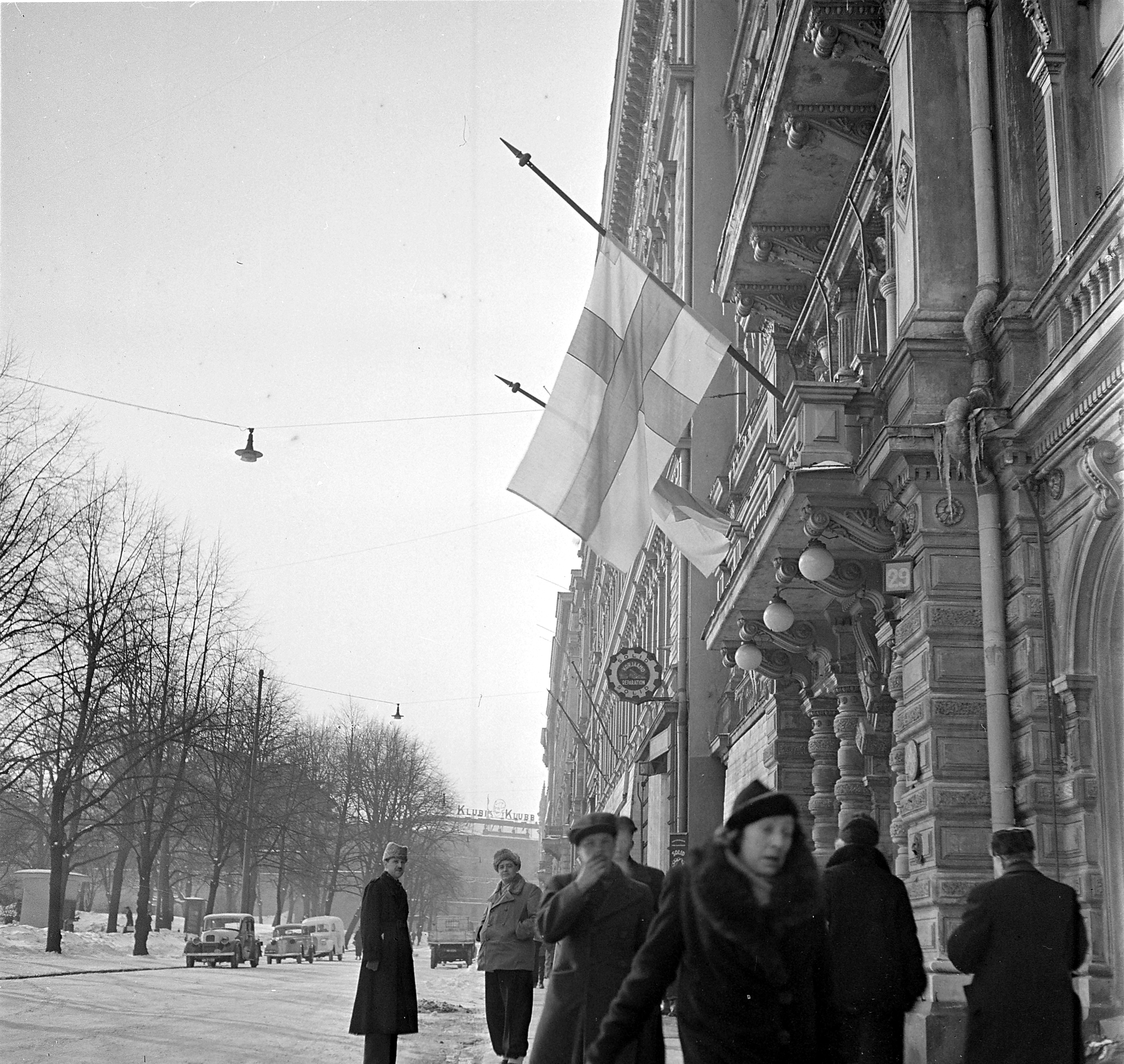
Banderas finlandesas a media asta tras la publicación de los términos del tratado de paz de la Guerra de Invierno.

Finlandia participó en la Segunda Guerra Mundial, primero luchando contra las potencias aliadas, principalmente contra la Unión Soviética, como un país colaborador del eje, y luego de ser derrotada por la Unión Soviética fue obligada a luchar contra la Alemania nazi. Como las relaciones con la Unión Soviética cambiaron durante la guerra, Finlandia se colocó en la situación inusual de estar a favor, y luego en contra y luego a favor de los intereses generales de las potencias aliadas. Finlandia peleó la mayoría del conflicto como aliado de la Alemania nazi, hasta que fueron vencidos por los soviéticos en la Operación Barbarroja.
Los dos primeros conflictos principales fueron la Guerra de Invierno defensiva contra una invasión de la Unión Soviética en 1939–1940, seguida de la Guerra de Continuación, su más largo periodo en la guerra, en la que estuvo junto a las Potencias del Eje contra los aliados, entre 1941–1944. El tercer conflicto, la guerra de Laponia contra Alemania en 1944–1945, siguió a la firma de un acuerdo de armisticio con las potencias aliadas, que estipulaba la rendición de Finlandia y su colaboración en la expulsión de las fuerzas nazis alemanas del territorio finlandés.

### El final de la Segunda Guerra Mundial y la postguerra

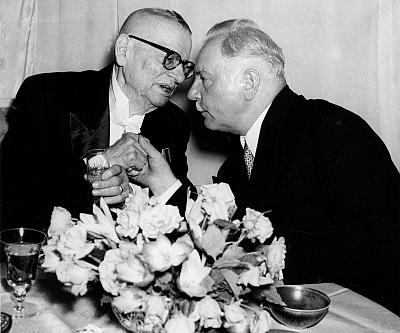
.

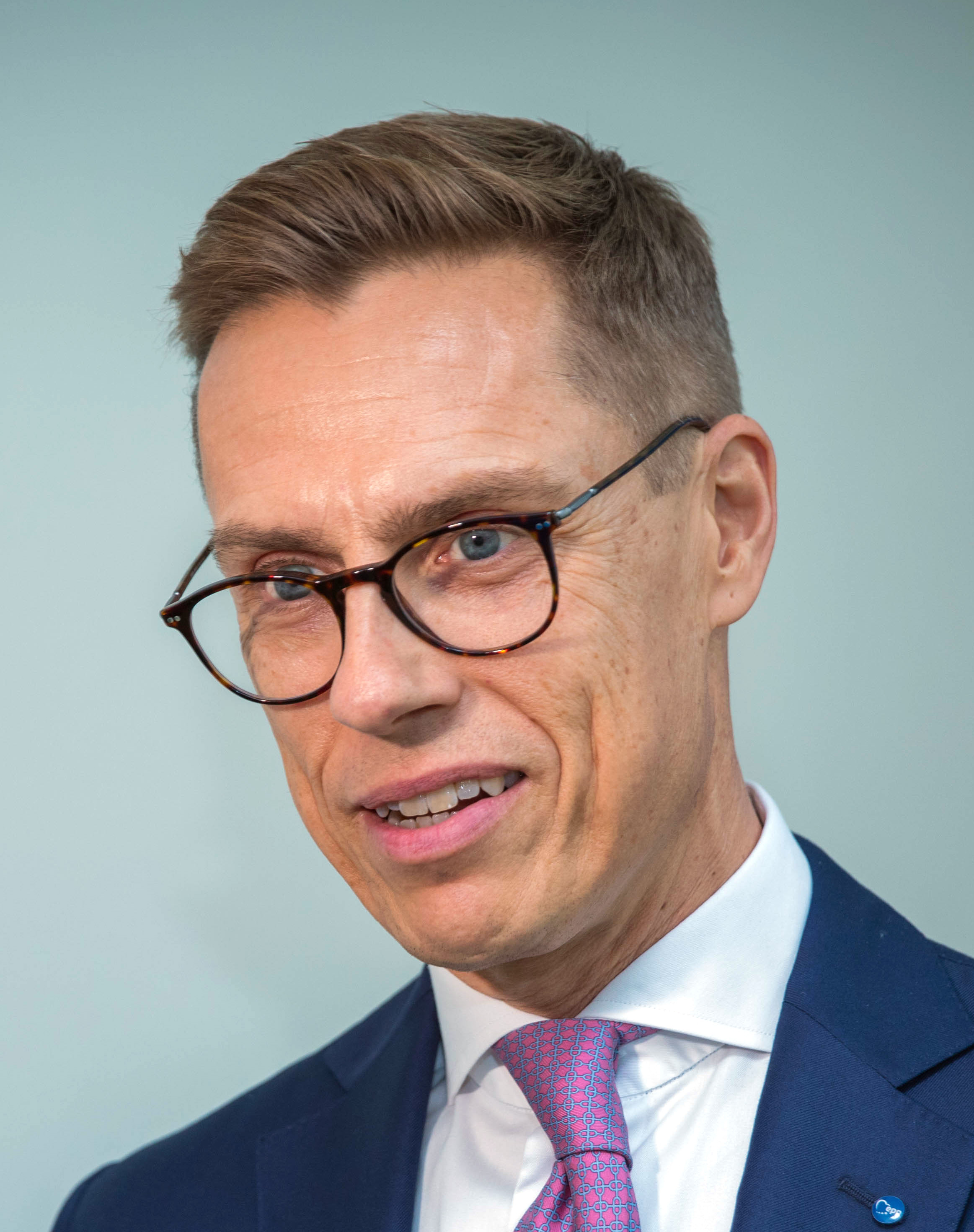

Tratado fino-soviético
Desde la firma del tratado, signado el 6 de abril de 1948, los soviéticos podrían entrar en territorio de Finlandia con el fin de detener cualquier agresión proveniente de sus enemigos, las naciones de Occidente o potencias aliadas de sus posibles ataques a la unión. El pacto conminaba a los finlandeses a detener cualquier clase de ataque, a la vez que garantizaba la independencia política de Finlandia de las líneas de gobierno de la Unión Soviética. Este tratado aseguraba la supervivencia de Finlandia mediante su democracia liberal a pesar de su muy cercana proximidad a dos regiones soviéticas estratégicas, la Península de Kola y la antigua capital, Leningrado.
Debido al incierto estado de las relaciones fino–soviéticas en los años posteriores a la guerra fino-soviética, y a la precisa interpretación dada a los textos del tratado, Finlandia siguió la decisión de otras naciones adscritas al Pacto de Varsovia de no participar en los  planes de ayuda occidental. Como resultado, en la transición posterior al periodo postconflicto Finlandia sufrió prolongadas dificultades económicas en comparación con la situación económica de otras naciones europeas igualmente capitalistas, tras lo cual se hizo muy dependiente de la Unión Soviética en lo económico. 
En general, Finlandia mantenía sus relaciones con los poderes occidentales distantes de sus asuntos militares "oficialmente" (incluida la propuesta de una Unión de Defensa de Escandinavia) y su asociación a la OTAN en particular. Con su manifiesto rechazo a darle apoyo formal a occidente, se buscó disminuir la tensión con la URSS para que no la involucrase en una posible afiliación al Pacto de Varsovia. Sin embargo, se practicaban ejercicios militares en conjunto con el ejército soviético; en previsión de posibles ataques de occidente, así como cualquier otra clase de cooperación militar era mantenida al mínimo, a pesar de los ocasionales avances soviéticos.
Finlandización
El término finlandización (en alemán, Finnlandisierung; en inglés Finlandization; en finés suomettuminen; en sueco finlandisering) fue acuñado por los medios de comunicación occidentales durante la guerra fría para describir la política de neutralidad exterior ejercida por Finlandia. 
En opinión de dichos medios y los ámbitos de la política internacional que propagaban este término, ese país nórdico, aun estando situado al oeste de la cortina de hierro, evitaba tomar postura en los asuntos que pudieran irritar a la Unión Soviética, lo cual, en la práctica, tuvo como consecuencia la reducción de la soberanía política del país. Según esta interpretación, Finlandia (y en menor medida Austria) pertenecía, en muchos casos, al ámbito de la influencia soviética, a pesar de conservar su sistema de democracia occidental y no mantener estacionadas en su suelo a fuerzas soviéticas como los países al este de la cortina de hierro.

### Finlandia en la Unión Europea
Con la entrada en vigor el 1 de enero de 1993 del Tratado de la Unión Europea (que se había firmado en la ciudad neerlandesa de Maastricht en 1992) se creó la actual "Unión Europea" que sustituía y agrupaba a las Comunidades Europeas anteriores. Se estableció también el mercado único y se hicieron realidad sus cuatro libertades: la libre circulación de mercancías, servicios, personas y capitales.
Cuestión de Carelia
Gobierno actual